# Schweizer Strohmuseum
Das Schweizer Strohmuseum in Wohlen im Schweizer Kanton Aargau befindet sich in der um 1860 erbauten klassizistischen Villa des Strohfabrikanten August Isler und seiner Familie. Seit 1976 widmet sich das Museum der Geschichte der Strohflechtindustrie im aargauischen Freiamt. Die ehemalige Fabrikantenvilla bietet eine vielfältige Darstellung der Freiämter Hutgeflecht-Industrie.

## Geschichte
Die Villa Isler in Wohlen wurde um 1860 für den Strohfabrikanten August Isler erbaut, eine bedeutende Persönlichkeit in der Wohler Strohflechtindustrie. Dieser Industriezweig spielte eine wichtige Rolle in der wirtschaftlichen Entwicklung Wohlens. Die Herstellung von Strohhüten und anderen Strohwaren nahm im 18. Jahrhundert ihren Anfang in der Heimarbeit und erreichte im 19. Jahrhundert ihren Höhepunkt. Die Region um Wohlen wurde zu einem Zentrum der Strohflechterei, deren Produkte international vertrieben wurden. Die Villa steht unter kantonalem Denkmalschutz und ist ein wichtiges Zeugnis der regionalen Architekturgeschichte und Industriegeschichte.
Heute befindet sich in der alten Villa das Schweizer Strohmuseum. Bei der Umgestaltung zum Museum wurde der Schutz von Denkmalen berücksichtigt, um die damalige Architektur und die Geschichte zu erhalten. Das Museum erzählt von der Geschichte der Strohindustrie in der Region und bietet Einblicke in die Techniken der Strohverarbeitung sowie die sozialen und wirtschaftlichen Auswirkungen auf die Region.
Das im Jahr 1976 gegründete Museum befand sich zunächst im Gebäude der Gemeindebibliothek. Im Mai 2013 wurde das Strohmuseum im Park in der Villa Isler neu eröffnet und 2023 in Schweizer Strohmuseum umbenannt.

## Dauerausstellung

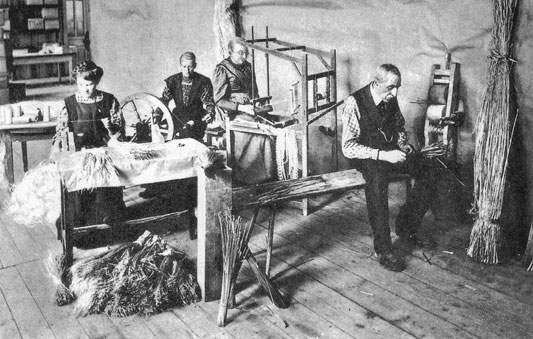
Stroh- und Geflechtindustrie in Wohlen um 1900. Das vom Feld kommende Roggenstroh wird für die maschinelle Weiterverarbeitung hergerichtet.

Die heutige Ausstellung (Stand Juni 2024) beginnt mit der Entstehung des bäuerlichen Kunsthandwerks im 18. und 19. Jahrhunderts und zeigt, wie Wohlen zum Zentrum der Strohverarbeitung wurde. Sie gibt auch Auskunft über die Entstehung der Massenproduktion für den internationalen Modemarkt während der Blütezeit bis hin zum Niedergang der Industrie gegen Ende des 20. Jahrhunderts.
Die Ausstellung enthält eine Vielfalt an Musterbüchern, Musterkarten, Geflechten, Agréments, Strohbildern, kunstvollen Strohhutmodellen, Gerätschaften und Verarbeitungswerkzeuge (überwiegend von der Jacob Isler & Co), die einen Einblick in die Verarbeitung des Strohs verschaffen und die man teilweise ausprobieren kann. Dokumente aus der Zeit der Hutflechtindustrie wie Rechnungsbücher, Personalverzeichnisse und Verträge befinden sich ebenfalls in der Sammlung des Museums und an verteilten Hörstationen werden auf Bildschirmen Zeitzeugenaussagen ehemaliger Mitarbeitender gezeigt.